# Frans Seda Airport
Frans Seda Airport (indonesiska: Lapangan Terbang Waioti, engelska: Wai Oti Airport, Maumere Airport, indonesiska: Bandar Udara Frans Seda) är en flygplats i Indonesien.   Den ligger i provinsen Nusa Tenggara Timur, i den sydöstra delen av landet, 1 700 km öster om huvudstaden Jakarta. Frans Seda Airport ligger 31 meter över havet.
Terrängen runt Frans Seda Airport är huvudsakligen kuperad, men den allra närmaste omgivningen är platt. Havet är nära Frans Seda Airport åt nordost.Runt Frans Seda Airport är det tätbefolkat, med 790 invånare per kvadratkilometer. Närmaste större samhälle är Maumere, 3,7 km nordväst om Frans Seda Airport. 